# ایزی کریستینسن
ایزی کریستینسن (انگلیسی: Izzy Christiansen؛ زادهٔ ۲۰ سپتامبر ۱۹۹۱) بازیکن فوتبال اهل بریتانیا است.
از باشگاه‌هایی که در آن بازی کرده‌است می‌توان به باشگاه فوتبال زنان منچستر سیتی، باشگاه فوتبال منچستر سیتی، باشگاه فوتبال زنان اورتون، و باشگاه فوتبال زنان المپیک لیون اشاره کرد.
وی همچنین در تیم‌های ملی فوتبال England women's national under-23 football team و زنان انگلستان بازی کرده‌است.